# Hacıhatipoğlu, Bartın
Hacıhatipoğlu là một xã thuộc thành phố Bartın, tỉnh Bartın, Thổ Nhĩ Kỳ. Dân số thời điểm năm 2011 là 334 người.